# La nostra vita (Baustelle)
La nostra vita è un singolo discografico del gruppo musicale italiano Baustelle, pubblicato l'11 aprile 2023 come terzo estratto dall'album Elvis.

## Tracce
- Download digitale

1. La nostra vita (Francesco Bianconi)